# Alena Hanzlová

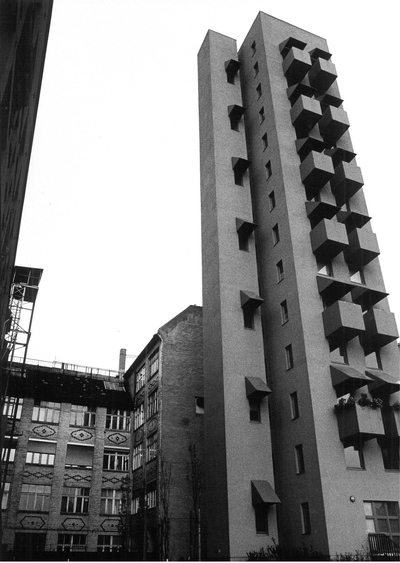
John Hejduk: Věž v Kreuzbergu, Berlín, Německo, 1988 (foto: Alena Hanzlová)

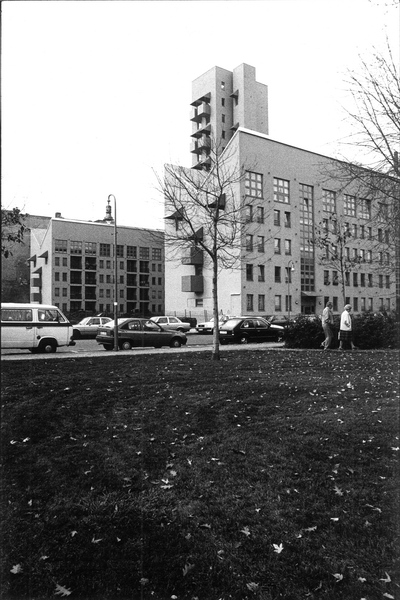
John Hejduk: Věž v Kreuzbergu, Berlín, Německo, 1988 (foto: Alena Hanzlová)

Alena Hanzlová (* 31. prosince 1955, Praha) je česká architektka, fotografka a kurátorka.

## Život
V letech 1976–1982 vystudovala fakultu architektury ČVUT a získala titul inženýr architekt.
V letech 1990–1991 působila jako ředitelka a kurátorka Galerie Jaroslava Fragnera, kterou tehdy provozovala Obec architektů. Vyvrcholením této etapy byla výstava Práce Johna Hejduka v Míčovně Pražského hradu v září 1991. Při této příležitosti nechal John Hejduk zhotovit kopie svých objektů Dům pro sebevraha (House of the Suicide) a Dům pro matku sebevraha (House of the Mother of the Suicide), které věnoval Václavu Havlovi a českému lidu. Sochy byly umístěny v Královské zahradě a po roce 2000 byly odstraněny. V galerii Jaroslava Fragnera současně proběhla výstava fotografií Hejdukových děl od švýcarské fotografky Hélène Binet.
Od roku 1994 působila jako kurátorka výstav v Galerii Jaroslava Fragnera. Dále spolupracovala s nakladatelstvím Zlatý řez na vydávání průvodců po architektuře XX. století (vyšlo: Praha 1998, Morava a Slezsko 2005, Čechy 2014). Rovněž spolupracovala s Výzkumným centrem průmyslového dědictví ČVUT (bienále Industriální stopy, výstava Industriální stopy : architektura konverzí průmyslového dědictví v České republice 2000–2005).
V současné době působí především jako kurátorka internetové galerie současné architektury gaaleriie.net, která se snaží spojovat výhody výstavy, přednášky a dokumentárního filmu s možnostmi interaktivního prostředí internetu.

## Kurátorka výstav

### Galerie Jaroslava Fragnera
- 1990 Archy, seminář architektonické tvorby Technické university v Berlíně, Galerie Jaroslava Fragnera, Praha, březen – duben 1990
- 1991 John Hejduk: Práce, Míčovna Pražského hradu, září – říjen 1991
- 1991 Hélène Binet: Příbuzní, Galerie Jaroslava Fragnera, Praha, září – říjen 1991 – Výstava fotografií děl Johna Hejduka
- 1994 Berlín, projektování v kontextu města (architektonické ateliéry: Albers, Assmann – Salomon – Scheidt, Eckert – Negwer – Sommer – Suselbeek, Léon – Wohlhage, Müller – Reimann – Scholz, Sauerbruch – Hutton), 1994

### Další výstavy
- 2003 Un Salon tcheque, Architecture contemporaine et design en République Tcheque, IFA Paříž, v rámci České sezóny ve Francii, spolupráce Alena Kubová-Gauché,
- 2005 Industriální stopy : architektura konverzí průmyslového dědictví v České republice 2000–2005, uspořádalo: Výzkumné centrum průmyslového dědictví ČVUT, místo: Karlínská studia, Praha 8. Výstava je putovní a byla opakována v dalších místech: Andělská Hora, Bukurešť, České Budějovice, Litomyšl, Ostrava, Stockholm.

## Výstavy fotografií
- 1985 Fotografie středověkých a barokních zvířat, Malá galerie Mladé Fronty, Praha, Staroměstské nám. 17
- 1989 stipendium Memorial Foundation for Jewish Culture, Washington D.C. fotografování židovských památek na území ČSSR,
- 1990 Darkroom Gallery, Cambridge – fotografie barokních plastik v přírodě z Betlému u Kuksu a ze zámeckého parku ve Valči,

## Architektura
- 1985 projekt Rocca di Noale, Bienále architektury v Benátkách – projekt vybrán v mezinárodní soutěži pro výstavu na bienále
- 1997 architektonický návrh výstavy Františka Kupky, Sbírka moderního a současného umění Národní galerie v Praze, spolupráce s Ivanem Reimannem, Müller-Reimann Architekten, Berlín,
- 2003–2005 nezávislá expertka Nadace Miese van der Rohe v Barceloně pro Evropskou cenu pro současnou architekturu – Cena Miese van der Rohe (European Union Prize for Contemporary Architecture – Mies van der Rohe award)

## Publikace
- Aleš Veselý: Point of Limit, Praha : Kancelář prezidenta ČSFR, 1992 – fotografie
- Mirek Slavík, Vladislav Zadrobílek: Žabohlenění, aneb, Život v minulém čase : 1978–1983, Praha : Trigon, 1993 ISBN 80-86159-97-3 – fotografie
- Berlín – projektování v kontextu města, Praha : Obec architektů, 1994 – editor
- Jiří Hilmera: Pražská divadla = Theatres of Prague, Praha : Zlatý řez, Malá edice; sv. 2, 1995 – redaktorka
- Praha – architektura XX. století: editoři Michal Kohout, Stephan Templ a Vladimír Šlapeta, 1. české vydání, Praha : Zlatý řez, 1998, ISBN 80-901562-3-1 – redaktorka
- Česká republika : architektura XX. století. Morava a Slezsko, vedoucí autorského kolektivu Pavel Zatloukal, Praha : Zlatý řez, 2005, ISBN 80-902810-2-8 – redaktorka
- Industriální stopy : architektura konverzí průmyslového dědictví v České republice 2000–2005, editoři Benjamin Fragner a Alena Hanzlová, Praha : Výzkumné centrum průmyslového dědictví ČVUT, 2005. ISBN 80-239-5440-7
- ARTEC Architekten texty: Bettina Götz, Richard Manahl, editor Alena Hanzlová, Praha : Alena Hanzlová, 2006, ISBN 80-903853-0-3
- NIO architecten, texty Maurice Nio, Joan Almekinders, editor Alena Hanzlová, Praha : Alena Hanzlová, 2007, ISBN 978-80-903853-1-3
- Kazuyo Sejima, Ryue Nishizawa / SANAA : Zollverein School of Management and Design, Praha : Alena Hanzlová – Ostrava : SPOK – Spolek pro ostravskou kulturu, 2010, ISBN 978-80-903853-2-0

## Dokumentární filmy
Filmy byly součástí internetových interaktivních projektů gaaleriie.net. Je možné je rovněž promítat jako samostatné dokumentární filmy.
| název                                                                          | délka  | foto | scénář         | režie          | kamera                  | střih            | natočeno | premiéra        | web                                         | uvedeno na:                                                                         |
| ------------------------------------------------------------------------------ | ------ | ---- | -------------- | -------------- | ----------------------- | ---------------- | -------- | --------------- | ------------------------------------------- | ----------------------------------------------------------------------------------- |
| NIO architecten                                                                | 75 min | film | Alena Hanzlová | Alena Hanzlová | Jiří Pětvaldský         | Anna Ryndová     | 2006     | 28. květen 2007 |                                             |                                                                                     |
| Kazuyo Sejima, Ryue Nishizawa (SANAA) Škola managementu a designu v Zollverein | 43 min | film | Alena Hanzlová | Alena Hanzlová | Toni Laznik             | Anna Ryndová     | 2007     | 12. říjen 2007  |                                             | MAXXI – Museo nazionale delle arti del XXI secolo, Řím, 2011                        |
| Josef Pleskot, Dolní oblast Vítkovice, 1. část                                 | 23 min | film | Alena Hanzlová | Alena Hanzlová | Toni Laznik             | Anna Ryndová     | 2010     | 26. říjen 2010  | WWW.GAALERIIE.NET: JOSEF PLESKOT, VÍTKOVICE | Industriální stopy 2011 Ekofilm 2011                                                |
| Jan Světlík, Dolní oblast Vítkovice, 2. část                                   | 20 min |      | Alena Hanzlová | Alena Hanzlová | Jan Šuster, Toni Laznik | Lucie Haladová   | 2012     | 19. duben 2012  | WWW.GAALERIIE.NET: JOSEF PLESKOT, VÍTKOVICE | Vítkovická katedrála, Jan Světlík Josef Pleskot, Galerie Zdeněk Sklenář, duben 2012 |
| Bydlení ve Vídni - kvalitní a dostupné                                         | 26 min |      | Alena Hanzlová | Alena Hanzlová | Toni Laznik             | Šárka Sklenářová | 2012     |                 | Bydlení ve Vídni - kvalitní a dostupné      |                                                                                     |